# Добрунь (Севский район)
Добру́нь — посёлок сельского типа в Севском районе Брянской области. Возник в начале XX века; первоначальное название – слобода Добрунская (по имени села Добрунь, ныне Суземского района), которое расположено в 2 км к северу.
До 2005 входил в Заульский сельсовет. Пруд на реке Уль (приток Сева).